# Истакалко
Истакалко (шп. Iztacalco) је градска општина града Мексика у Мексику. Општина се налази на надморској висини од 2242 м.

## Становништво
Према подацима из 2010. у општини је живело 384326 становника.

### Хронологија
| Година       | 2000                     | 2005                     | 2010                     |
| ------------ | ------------------------ | ------------------------ | ------------------------ |
| Становништво | 411321 (196000 / 215321) | 395025 (187859 / 207166) | 384326 (182534 / 201792) |

### Попис
| \| \| м \| \| \| ж \| \| 0—2 \| 7.024 \| \| \| 6.953 \| \| 3—5 \| 8.039 \| \| \| 7.650 \| \| 6—11 \| 16.705 \| \| \| 16.193 \| \| 12—14 \| 8.285 \| \| \| 8.508 \| \| 15—17 \| 9.247 \| \| \| 9.161 \| \| 18—24 \| 21.900 \| \| \| 21.955 \| \| 60+ \| 20.994 \| \| \| 29.238 \| \| Просек : \| 32,6 \| \| \| 34,4 \| |        |  |  |        |
| |        |  |  |        |
| | м      |  |  | ж      |
| 0—2 | 7.024  |  |  | 6.953  |
| 3—5 | 8.039  |  |  | 7.650  |
| 6—11 | 16.705 |  |  | 16.193 |
| 12—14 | 8.285  |  |  | 8.508  |
| 15—17 | 9.247  |  |  | 9.161  |
| 18—24 | 21.900 |  |  | 21.955 |
| 60+ | 20.994 |  |  | 29.238 |
| Просек : | 32,6   |  |  | 34,4   |

| #   | Индикатор                                                                                        | Вредност |
| --- | ------------------------------------------------------------------------------------------------ | -------- |
| 1   | Становништво од 0 до 2 године                                                                    | 13977    |
| 2   | Мушко становништво од 0 до 2 године                                                              | 7024     |
| 3   | Женско становништво од 0 до 2 године                                                             | 6953     |
| 4   | Становништво са 3 и више година                                                                  | 361807   |
| 5   | Мушко становништво са 3 и више година                                                            | 171243   |
| 6   | Женско становништво са 3 и више година                                                           | 190564   |
| 7   | Становништво са 5 и више година                                                                  | 351364   |
| 8   | Мушко становништво са 5 и више година                                                            | 165990   |
| 9   | Женско становништво са 5 и више година                                                           | 185374   |
| 10  | Становништво са 12 и више година                                                                 | 313220   |
| 11  | Мушко становништво са 12 и више година                                                           | 146499   |
| 12  | Женско становништво са 12 и више година                                                          | 166721   |
| 13  | Становништво са 15 и више година                                                                 | 296427   |
| 14  | Мушко становништво са 15 и више година                                                           | 138214   |
| 15  | Женско становништво са 15 и више година                                                          | 158213   |
| 16  | Становништво са 18 и више година                                                                 | 278019   |
| 17  | Мушко становништво са 18 и више година                                                           | 128967   |
| 18  | Женско становништво са 18 и више година                                                          | 149052   |
| 19  | Становништво од 3 до 5 година                                                                    | 15689    |
| 20  | Мушко становништво од 3 до 5 година                                                              | 8039     |
| 21  | Женско становништво од 3 до 5 година                                                             | 7650     |
| 22  | Становништво од 6 до 11 година                                                                   | 32898    |
| 23  | Мушко становништво од 6 до 11 година                                                             | 16705    |
| 24  | Женско становништво од 6 до 11 година                                                            | 16193    |
| 25  | Становништво од 8 до 14 година                                                                   | 38998    |
| 26  | Мушко становништво од 8 до 14 година                                                             | 19525    |
| 27  | Женско становништво од 8 до 14 година                                                            | 19473    |
| 28  | Становништво од 12 до 14 година                                                                  | 16793    |
| 29  | Мушко становништво од 12 до 14 година                                                            | 8285     |
| 30  | Женско становништво од 12 до 14 година                                                           | 8508     |
| 31  | Становништво од 15 до 17 година                                                                  | 18408    |
| 32  | Мушко становништво од 15 до 17 година                                                            | 9247     |
| 33  | Женско становништво од 15 до 17 година                                                           | 9161     |
| 34  | Становништво од 18 до 24 године                                                                  | 43855    |
| 35  | Мушко становништво од 18 до 24 године                                                            | 21900    |
| 36  | Женско становништво од 18 до 24 године                                                           | 21955    |
| 37  | Женско становништво од 15 до 49 година                                                           | 106684   |
| 38  | Становништво са 60 и више година                                                                 | 50232    |
| 39  | Мушко становништво са 60 и више година                                                           | 20994    |
| 40  | Женско становништво са 60 и више година                                                          | 29238    |
| 41  | Однос између мушкараца и жена                                                                    | 90.46    |
| 42  | Становништво од нуле до 14 година                                                                | 79357    |
| 43  | Становништво од 15 до 64 године                                                                  | 260614   |
| 44  | Становништво од 65 година и више                                                                 | 35813    |
| 45  | Просечан број деце                                                                               | 1.94     |
| 46  | Становништво рођено у ентитету                                                                   | 309676   |
| 47  | Мушко становништво рођено у ентитету                                                             | 149121   |
| 48  | Женско становништво рођено у ентитету                                                            | 160555   |
| 49  | Становништво рођено у другом ентитету                                                            | 63136    |
| 50  | Мушко становништво рођено у другом ентитету                                                      | 27288    |
| 51  | Женско становништво рођено у другом ентитету                                                     | 35848    |
| 52  | Становништво од 5 година и више резидентно у ентитету у јуну 2005. године                        | 339958   |
| 53  | Мушко становништво старосног доба од 5 година и више, резидентно у ентитету у јуну 2005. године  | 159988   |
| 54  | Женско становништво старосног доба од 5 и више година, резидентно у ентитету у јуну 2005. године | 179970   |
| 55  | Становништво од 5 година и више које је живело у другом ентитету у јуну 2005. године             | 7475     |
| 56  | Мушко становништво старије од 5 година које је живело у другом ентитету у јуну 2005. године      | 3596     |
| 57  | Женско становништво старије од 5 година које је живело у другом ентитету у јуну 2005. године     | 3879     |
| 58  | Становништво од 3 године и више које говори аутохтони језик                                      | 3720     |
| 59  | Мушко становништво старо 3 године и више које говори аутохтони језик                             | 1817     |
| 60  | Женско становништво старо 3 године и више које говори аутохтони језик                            | 1903     |
| 61  | Становништво од 3 године и више које говори аутохтони језик и не говори шпански језик            | 10       |
| 62  | Мушко становништво старо 3 године и више које говори аутохтони језик и не говори шпански         | 5        |
| 63  | Женско становништво старо 3 године и више које говори аутохтони језик и не говори шпански језик  | 5        |
| 64  | Становништво старо 3 године и више које говори аутохтони језик и шпански                         | 2849     |
| 65  | Мушко становништво старо 3 године и више које говори аутохтони језик и шпански                   | 1383     |
| 66  | Женско становништво старо 3 године и више које говори аутохтони језик и шпански                  | 1466     |
| 67  | Становништво од 5 година и више које говори аутохтони језик                                      | 3693     |
| 68  | Становништво од 5 година и више које говори аутохтони језик и не говори шпански језик            | 9        |
| 69  | Становништво од 5 година и више које говори аутохтони језик и говори шпански језик               | 2839     |
| 70  | Становништво у домородачким домаћинствима                                                        | 7945     |
| 71  | Становништво са ограничењима у активностима                                                      | 20592    |
| 72  | Становништво са ограниченим ходањем или кретањем, горе или доле                                  | 10670    |
| 73  | Становници са ограничењима вида, чак и уз кориштење сочива                                       | 7337     |
| 74  | Становништво са ограничењима говора, комуникације или конверзације                               | 1268     |
| 75  | Становништво са ограниченим слухом                                                               | 2389     |
| 76  | Становништво са ограничењима при одевању, купању или јелу                                        | 989      |
| 77  | Становништво са ограничењима у опажању или учењу једноставних ствари                             | 755      |
| 78  | Становништво са менталним ограничењима                                                           | 1863     |
| 79  | Становништво без ограничења активности                                                           | 351503   |
| 80  | Становништво од 3 до 5 година које не похађа школу                                               | 4584     |
| 81  | Мушко становништво од 3 до 5 година које не похађа школу                                         | 2386     |
| 82  | Женско становништво од 3 до 5 година које не похађа школу                                        | 2198     |
| 83  | Становништво од 6 до 11 година које не похађа школу                                              | 650      |
| 84  | Мушко становништво од 6 до 11 година које не похађа школу                                        | 314      |
| 85  | Женско становништво од 6 до 11 година које не похађа школу                                       | 336      |
| 86  | Становништво од 12 до 14 година које не похађа школу                                             | 647      |
| 87  | Мушко становништво од 12 до 14 година које не похађа школу                                       | 352      |
| 88  | Женско становништво од 12 до 14 година које не похађа школу                                      | 295      |
| 89  | Становништво од 15 до 17 година похађа школу                                                     | 14877    |
| 90  | Мушко становништво од 15 до 17 година похађа школу                                               | 7385     |
| 91  | Женско становништво између 15 и 17 година живота у школи                                         | 7492     |
| 92  | Становништво од 18 до 24 године похађа школу                                                     | 19161    |
| 93  | Мушко становништво од 18 до 24 године похађа школу                                               | 9747     |
| 94  | Женско становништво од 18 до 24 године похађа школу                                              | 9414     |
| 95  | Становништво од 8 до 14 година које не може да чита и пише                                       | 452      |
| 96  | Мушко становништво старосног доба од 8 до 14 година које не може да чита и пише                  | 258      |
| 97  | Женско становништво старосног доби од 8 до 14 година које не може да чита и пише                 | 194      |
| 98  | Становништво од 15 година и више које је неписмено                                               | 5239     |
| 99  | Мушко становништво од 15 година и више које је неписмено                                         | 1371     |
| 100 | Женско становништво од 15 година и више које је неписмено                                        | 3868     |
| 101 | Становништво старо 15 и више година без школовања                                                | 7171     |
| 102 | Мушко становништво старо 15 и више година без школовања                                          | 2200     |
| 103 | Женско становништво старо 15 и више година без школовања                                         | 4971     |
| 104 | Становништво старосног доба 15 и више година са непотпуним основним образовањем                  | 17459    |
| 105 | Мушко становништво старосног доба од 15 година и више са непотпуном основним образовањем         | 6494     |
| 106 | Женско становништво старосног доба 15 и више година са непотпуном основним образовањем           | 10965    |
| 107 | Становништво старо 15 и више година са комплетним основним образовањем                           | 35555    |
| 108 | Мушко становништво старо 15 година и више са комплетним основним образовањем                     | 14762    |
| 109 | Женско становништво старо 15 и више година са комплетним основним образовањем                    | 20793    |
| 110 | Становништво старосног доба 15 и више година са непотпуним средњим образовањем                   | 13242    |
| 111 | Мушко становништво старосног доба од 15 година и више са непотпуним средњим образовањем          | 7236     |
| 112 | Женско становништво старосног доба од 15 година и више са непотпуним средњим образовањем         | 6006     |
| 113 | Становништво старо 15 и више година са пуним секундарном образовањем                             | 57729    |
| 114 | Мушко становништво старосног доба од 15 година и више са пуним секундарном образовањем           | 28373    |
| 115 | Женско становништво старосног доба од 15 година и више са пуним секундарном образовањем          | 29356    |
| 116 | Становништво старије од 18 година са постосновним образовањем                                    | 151789   |
| 117 | Мушко становништво старије од 18 година са постосновним образовањем                              | 73382    |
| 118 | Женско становништво старије од 18 година са постосновним образовањем                             | 78407    |
| 119 | Просечна оцена школовања                                                                         | 10.5     |
| 120 | Просечан ниво образовања мушке популације                                                        | 10.79    |
| 121 | Просечан ниво образовања женског становништва                                                    | 10.24    |
| 122 | Економски активно становништво                                                                   | 175316   |
| 123 | Економски активна мушка популација                                                               | 103057   |
| 124 | Економски активна женска популација                                                              | 72259    |
| 125 | Становништво које није економски активно                                                         | 135909   |
| 126 | Мушко становништво које није економски активно                                                   | 42038    |
| 127 | Женско становништво које није економски активно                                                  | 93871    |
| 128 | Запослено становништво                                                                           | 166614   |
| 129 | Запослено мушко становништво                                                                     | 97290    |
| 130 | Запослено женско становништво                                                                    | 69324    |
| 131 | Незапослена популација                                                                           | 8702     |
| 132 | Незапослена мушка популација                                                                     | 5767     |
| 133 | Незапослена женска популација                                                                    | 2935     |
| 134 | Становништво без права на здравствене услуге                                                     | 124514   |
| 135 | Становништво које има право на здравствене услуге                                                | 249671   |
| 136 | Становништво које има право на ИМСС                                                              | 145850   |
| 137 | Становништво које има право на социјално осигурање                                               | 50669    |
| 138 | Становништво које има право на државно социјално осигурање                                       | 548      |
| 139 | Становништво које има право на опште осигурање или здравствено осигурање за нову генерацију      | 37443    |
| 140 | Становништво које је било једном или није било у браку током 12 година и више                    | 119495   |
| 141 | Венчано или уједињено становништво од 12 година и више                                           | 149065   |
| 142 | Становништво које је било у браку или уједињено 12 година и више                                 | 43239    |
| 143 | Становништво са католичком религијом                                                             | 317476   |
| 144 | Протестанти, еванђелисти и библијски следбеници различити од еванђелиста                         | 28385    |
| 145 | Становништво са другим религијама различитим од претходних                                       | 1024     |
| 146 | Становништво без религије                                                                        | 18949    |
| 147 | Укупно пописаних домаћинства                                                                     | 101619   |
| 148 | Пописна домаћинства на челу са мушкарцима                                                        | 68096    |
| 149 | Пописна домаћинства на челу са женама                                                            | 33523    |
| 150 | Становништво у пописним домаћинствима                                                            | 374776   |
| 151 | Становништво у пописним домаћинствима на челу са мушкарцима                                      | 263667   |
| 152 | Становништво у пописним домаћинствима на челу са женама                                          | 111109   |
| 153 | Укупно домаћинстава                                                                              | 114867   |
| 154 | Укупно насељених домаћинстава                                                                    | 104406   |
| 155 | Укупно приватних кућа                                                                            | 112080   |
| 156 | Насељени приватни домови                                                                         | 101619   |
| 157 | Укупно насељених приватних кућа                                                                  | 104392   |
| 158 | Ненасељене приватне куће                                                                         | 7664     |
| 159 | Појединачна домаћинства за привремену употребу                                                   | 2797     |
| 160 | Становници у насељеним приватним кућама                                                          | 374776   |
| 161 | Насељеност станара у приватним становима                                                         | 3.69     |
| 162 | Просечно становника по соби у приватним насељеним домаћинствима                                  | 0.88     |
| 163 | Појединачна домаћинства са подовима од различитих материјала од земље                            | 99515    |
| 164 | Појединачна домаћинства у приземљу                                                               | 782      |
| 165 | Појединачна домаћинства са једном спаваћом собом                                                 | 29977    |
| 166 | Појединачна домаћинства са две спаваће собе и више                                               | 71167    |
| 167 | Појединачна домаћинства са једним собом                                                          | 4632     |
| 168 | Појединачна домаћинства са две собе                                                              | 11958    |
| 169 | Појединачна домаћинства са 3 собе и више                                                         | 84367    |
| 170 | Појединачна домаћинства која имају електрично светло                                             | 101290   |
| 171 | Појединачна домаћинства која немају електрично светло                                            | 36       |
| 172 | Појединачна домаћинства која имају водоводну воду у стамбеном простору                           | 100831   |
| 173 | Појединачна домаћинства која немају водоводну воду у стамбеном простору                          | 190      |
| 174 | Појединачна домаћинства која имају тоалет                                                        | 100702   |
| 175 | Појединачна домаћинства која имају канализацију                                                  | 100861   |
| 176 | Појединачна домаћинства која немају канализацију                                                 | 80       |
| 177 | Појединачна домаћинства која имају електрично светло, довод воде из јавне мреже и канализацију   | 100477   |
| 178 | Појединачна домаћинства без икаквих услова                                                       | 142      |
| 179 | Појединачна домаћинства која имају радио                                                         | 93815    |
| 180 | Појединачна домаћинства која имају телевизор                                                     | 100071   |
| 181 | Појединачна домаћинства која имају фрижидер                                                      | 94415    |
| 182 | Појединачна домаћинства која имају машину за веш                                                 | 80936    |
| 183 | Појединачна домаћинства која имају аутомобил или комби                                           | 44922    |
| 184 | Појединачна домаћинства која имају рачунар                                                       | 49516    |
| 185 | Појединачна домаћинства која имају фиксну телефонску линију                                      | 74567    |
| 186 | Појединачна домаћинства која имају мобилни телефон                                               | 77761    |
| 187 | Појединачна домаћинства која имају приступ интернету                                             | 38156    |